# 川村湊
川村 湊（かわむら みなと、1951年2月23日 - ）は、日本の文芸評論家。法政大学国際文化学部名誉教授。

## 来歴
北海道網走市生まれ。北海道砂川南高等学校を経て、1974年法政大学法学部政治学科を卒業、株式会社大中入社。大学在学中に柄谷行人の教えを受けた。1978年株式会社水産社入社。1980年、「異様（ことよう）なるものをめぐって─徒然草論」が群像新人文学賞の優秀作に選ばれ、文芸評論家として活動を開始。
1982年韓国・東亜大学校文科大学日本語日本文学科専任講師、1985年同助教授、1990年法政大学第一教養部助教授を経て1994年教授、1999年法政大学国際文化学部教授。国際文化学部学部長。2017年退任し、名誉教授。

## 人物
- 1991年、湾岸戦争への自衛隊派遣に抗議し、柄谷行人、中上健次、津島佑子、田中康夫らとともに『湾岸戦争に反対する文学者声明』を発表。
- 1993年から2010年3月まで17年間にわたり毎日新聞に文芸時評を連載。平野謙の13年の記録を破る。
- 群像新人文学賞史上唯一の古典文学評論による受賞者であるが[2]、その後韓国での教職経験から在日朝鮮人文学や、南洋・樺太などの旧植民地文学へと関心を移した。また補陀落や牛頭天王など民俗学へも関心を広げた。

## 親族
- 妻は翻訳家の川村亜子（1951年 - 2017年）[3]。法政大学文学部日本文学科卒で、1982年から1986年まで韓国の東亜大学で教えた。
- 長男の川村ミサキはIT企業の経営者[4]。

## 受賞歴
- 1980年、「異様（ことよう）なるものをめぐって─徒然草論」で群像新人文学賞
- 1995年、『南洋・樺太の日本文学』で平林たい子文学賞
- 2004年、『補陀落ーー観音信仰への旅』で伊藤整文学賞
- 2008年、『牛頭天王と蘇民将来』で読売文学賞

## 著書

### 単著
- 『川村湊評論集』全4巻　国文社

（1）『異様の領域』1983年）
（2）『批評という物語』（1985年）
（3）『音は幻』（1987年）
（4）『隣人のいる風景』（1992年）
- 『「酔いどれ船」の青春―もう一つの戦中・戦後』（講談社 1986年）
- 『わたしの釜山』（風媒社 1986年）
- 『ソウルの憂愁』草風館 1988
- 『アジアという鏡―極東の近代』（思潮社 1989年）
- 『紙の中の殺人』河出書房新社 1989
- 『異郷の昭和文学―「満州」と近代日本』（岩波新書 1990年）
- 『言霊と他界』（講談社、1990年、講談社学術文庫 2002年）
- 『近世狂言綺語列伝 江戸の戯作空間』福武書店 1991
- 『マザー・アジアの旅人 シンクレティズム紀行』人文書院 1992
- 『南洋・樺太の日本文学』（筑摩書房 1994年）
- 『海を渡った日本語―植民地の「国語」の時間』（青土社 1995年）
- 『戦後文学を問う―その体験と理念』（岩波新書 1995年）
- 『「大東亜民俗学」の虚実』（講談社選書メチエ 1996年）
- 『満洲崩壊―「大東亜文学」と作家たち』（文藝春秋 1997年）
- 『満洲鉄道まぼろし旅行』（文藝春秋 1998年／文春文庫 2002年）
- 『戦後批評論』講談社 1998年
- 『文学から見る「満洲」―「五族協和」の夢と現実』（吉川弘文館 1998年）
- 『生まれたらそこがふるさと―在日朝鮮人文学論』（平凡社選書　1999年）
- 『作文のなかの大日本帝国』（岩波書店 2000年）
- 『風を読む水に書く マイノリティー文学論』講談社 2000年
- 『ソウル都市物語―歴史・文学・風景』（平凡社新書 2000年）
- 『妓生―「もの言う花」の文化誌』（作品社 2001年）
- 『日本の異端文学』（集英社新書 2001年）
- 『魂を揺さぶる人生の名文』光文社 2002
- 『補陀落―観音信仰への旅』（作品社 2003年）
- 『韓国・朝鮮・在日を読む』インパクト出版会 2003
- 『物語の娘 宗瑛を探して』講談社 2005 （片山廣子の娘）
- 『アリラン坂のシネマ通り 韓国映画史を歩く』集英社 2005
- 『村上春樹をどう読むか』作品社 2006
- 『牛頭天王と蘇民将来伝説 消された異神たち』作品社 2007、増補版2021
- 『温泉文学論』新潮新書、2008
- 『文芸時評　1993-2007』水声社、2008
- 『闇の摩多羅神　変幻する異神の謎を追う』河出書房新社、2008、新装版2017
- 『狼疾正伝　中島敦の生涯と文学』河出書房新社、2009
- 『あのころ読んだ小説―川村湊書評集』勉誠出版 2009
- 『異端の匣―ミステリー・ホラー・ファンタジー論集』インパクト出版会 2010
- 『福島原発人災記―安全神話を騙った人々』現代書館 2011
- 『原発と原爆　「核」の戦後精神史』河出ブックス　2011
- 『震災・原発文学論』インパクト出版会 2013
- 『海峡を越えた神々 アメノヒボコとヒメコソの神を追って』河出書房新社 2013
- 『川村湊自撰集』全5巻　作品社、2015-16

第1巻　古典・近世文学編
第2巻　近代文学編
第3巻　現代文学編
第4巻　アジア・植民地文学編　
第5巻　民俗・信仰・紀行編　
- 『紙の砦―自衛隊文学論』インパクト出版会、2015
- 『戦争の谺：軍国・皇国・神国のゆくえ』白水社、2015
- 『村上春樹はノーベル賞をとれるのか?』光文社新書、2016
- 『君よ観るや南の島 沖縄映画論』春秋社、2016
- 『銀幕のキノコ雲　映画はいかに「原子力／核」を描いてきたか』インパクト出版会、2017
- 『津島佑子　光と水は地を覆えり』インスクリプト、2018
- 『ホスピス病棟の夏』田畑書店、2018
- 『ハポネス移民村物語』インパクト出版会、2019
- 『新型コロナウイルス人災記　パンデミックの31日間』現代書館、2020
- 『熊神』河出書房新社　2024

### 共著
- （山折哲雄）『宗教のジャパノロジー――シンクレティズムの世界』（作品社, 1988年）
- （網野善彦）『列島と半島の社会史――新しい歴史像を求めて』（作品社, 1988年）
- （松山巌、宇野亜喜良）『ミステリー・ランドの人々』 （作品社、1989年）
- （成田龍一・上野千鶴子・奥泉光・イ・ヨンスク・井上ひさし・高橋源一郎）『戦争はどのように語られてきたか』（朝日新聞社, 1999年）
- （網野善彦・吉本隆明）『歴史としての天皇制』（作品社, 2005年）

### 編著
- 『ふるさと文学館 海外編』 (ぎょうせい、1995年）
- 『中島敦――父から子への南洋だより』（集英社, 2002年）
- 『文学史を読みかえる（5）「戦後」という制度――戦後社会の「起源」を求めて』（インパクト出版会, 2002年）
- 『思想読本（6）韓国』（作品社, 2002年）

### 共編著
- （鄭大均）『韓国という鏡――戦後世代の見た隣国』（東洋書院, 1986年）
- （佐野良一）『ソウルソウルソウル―原語で歌う88』 (集英社文庫、1988年）
- （大江志乃夫・浅田喬二・三谷太一郎・後藤乾一・小林英夫・高崎宗司・若林正丈）『岩波講座近代日本と植民地（全8巻）』（岩波書店, 1992年-1993年）
- （諏訪春雄）『アジア稲作民の民俗と芸能』（雄山閣出版, 1994年）
- （諏訪春雄）『アジアの霊魂観』（雄山閣出版, 1995年）
- （諏訪春雄）『アジア山民海民の民俗と芸能』（雄山閣出版, 1995年）
- （諏訪春雄）『アジア稲作文化と日本』（雄山閣出版, 1996年）
- （諏訪春雄）『日本人の出現――胎動期の民族と文化』（雄山閣出版, 1996年）
- （諏訪春雄）『訪れる神々――神・鬼・モノ・異人』（雄山閣出版, 1997年）
- （守屋貴嗣）『文壇落葉集』（毎日新聞社、2005年）

### 校閲
- 『太白山脈』全10巻（趙廷来(著),尹学準(監修),神谷丹路(翻訳),安岡明子(翻訳),川村亜子(翻訳),筒井真樹子(翻訳)、ホーム社　1999年-2000年）